# Turquel
Turquel es una freguesia portuguesa del concelho de Alcobasa, de 40,25 km² de extensión y 4342 habitantes (2001). Densidad de población populacional: 107,9 hab/km².